# Tiberius Claudius Iulianus
Tiberius Claudius Iulianus war ein im 2. Jahrhundert n. Chr. lebender römischer Politiker.
Durch eine Inschrift, die in Durostorum gefunden wurde und die auf 144/148 datiert ist, ist nachgewiesen, dass er Kommandeur (Legatus Augusti) der Legio XI Claudia war. Durch Militärdiplome, die z. T. auf den 27. September 154 datiert sind, ist belegt, dass Iulianus 154 zusammen mit Sextus Calpurnius Agricola Suffektkonsul war; die beiden übten dieses Amt vom 1. September bis Ende Oktober aus.